# Dębowiec (Opole)
Pour les articles homonymes, voir Dębowiec.
Dębowiec est une localité polonaise située dans la gmina et le powiat de Prudnik en voïvodie d'Opole.

## Histoire
De 1743 à 1945, Eichhäusel fait partie de l'arrondissement de Neustadt-en-Haute-Silésie dans la district d'Oppeln au sein de la province de Silésie.